# Weltevreden (Willemstad)
Weltevreden – osada (buurt) w dzielnicy Mahuma, miasta Willemstad, w dystrykcie Willemstad, w kraju autonomicznym Curaçao, należącym do Holandii, w Ameryce Południowej. 20 października 2023 r. liczyła 76 mieszkańców. Jest najmniejszą osadą w dzielnicy.  